# Perissus chatterjeei
Perissus chatterjeei är en skalbaggsart som beskrevs av Gardner 1940. Perissus chatterjeei ingår i släktet Perissus och familjen långhorningar.
Artens utbredningsområde är Bangladesh. Inga underarter finns listade i Catalogue of Life.